# Időugrás
Az Időugrás (eredeti cím: The Present) 2024-ben bemutatott amerikai filmvígjáték, amelyet Jay Martel forgatókönyvéből Christian Ditter rendezett. A főbb szerepekben Isla Fisher és Greg Kinnear látható.
Az Amerikai Egyesült Államokban 2024. június 14-én mutatták be a Gravitas Ventures forgalmazásában. Magyarországon a HBO Max mutatta be 2024. október 3-án. Általánosságban vegyes véleményeket kapott a kritikusoktól.

## Cselekmény
Taylor Diehl egy nonverbális fiú, akit a családja közelgő válása miatti érzelmi zavarok emésztenek fel. Az újonnan érkezett családi hagyatékon, a nagyapja régi óráján felolvas egy feliratot és rájön, hogy az rendkívüli képességgel rendelkezik; 12 órával vissza tudja fordítani az időt, így reményt lát.
Taylor elhatározza, hogy megváltoztatja családja sorsának alakulását, ezért úgy dönt, visszatekeri az időt annak a napnak a reggelére, amikor szülei bejelentik különválásukat. Miközben nekilát a családja megjavításának, hamarosan rájön, hogy az eredeti terve, miszerint egyszerűen visszaállítja a napot, sokkal bonyolultabb, mint gondolta.
Amikor felfedezi, hogy anyja, Jen érdeklődik Richard iránt a spinning órájáról, a túlérzékeny, feltehetően „spektrumon lévő” Taylor megpróbálja szabotálni a kapcsolatot. Megijeszt egy sofőrt, aki véletlenül nekiütközik Richard csillogó kabriójának. Emellett a randevújukon sikerül mogyorófélét tennie az ebédjébe, így a dolog kettejük között véget ér, miután Jen beadja neki az EpiPenjét.
A jelen megváltoztatására tett minden egyes kísérlet nemcsak frusztráló kudarcokhoz vezet, hanem előre nem látható következményekkel is jár. Taylor felismerve erőfeszítései korlátait, nővére, Emma segítségét kéri, aki logikus szemlélettel látja el a helyzetet. A fiú elárulja neki az óra titkos igazságát, valamint, hogy már több mint hússzor visszaállította ezt a napot.
Az egyik nap újraindításakor bevonják öccsüket, Maxot, aki kamaszos lendülettel közelíti meg szorult helyzetüket. A testvérek együtt egyre bonyolultabb terveket eszelnek ki az óra erejének kihasználására, kreatív, de kockázatos megoldásokhoz folyamodva, így próbálják kétségbeesetten megmenteni szüleik házasságát.
Minden egyes ugrással vissza az időben a remény lángra lobban, de szembesülnek a rideg valósággal is, hogy az óra fokozatosan öregszik és fizikailag egyre törékenyebbé válik. Versenyt futnak az idővel, miközben azzal a lehetőséggel küzdenek, hogy az óra minden egyes használata egy lépéssel közelebb kerülhet a végső megszűnéshez.
Miközben a gyerekek a széteső családi dinamikával küzdenek, kénytelenek szembesülni a fájdalmas igazsággal: hiába igyekeznek mindent megtenni a helyzet irányítása érdekében, vannak dolgok, amelyeken egyszerűen nem lehet változtatni. Útjuk során mély tanulságokat szereznek a családi kötelékek fontosságáról, az elfogadásról és annak fájdalmas, de szükséges megértéséről, hogy mi az, amit valóban befolyásolni tudnak.
Ahogy az óra ketyeg, a testvéreknek össze kell egyeztetniük vágyaikat az élet elkerülhetetlen valóságával, és végül rájönnek, néha a legértékesebb pillanatokat nem a múlt megváltoztatásában, hanem a jelen elfogadásában találják meg.

## Szereplők
| Szerep          | Színész             | Magyar hang           |
| --------------- | ------------------- | --------------------- |
| Jen Diehl       | Isla Fisher         | Németh Borbála        |
| Eric Diehl      | Greg Kinnear        | Lux Ádám              |
| Taylor Diehl    | Easton Rocket Sweda | nem beszél            |
| Emma Diehl      | Shay Rudolph        | Engel-Iván Lili       |
| Max Diehl       | Mason Shea Joyce    | Holló-Zsadányi Norman |
| Richard Addison | Ryan Guzman         | Hajdu Tibor           |
| Dr. Polhemus    | Arturo Castro       | Pavletits Béla        |

### Magyar változat
- Magyar szöveg: Pallinger Emőke
- Hangmérnök : Kis Pál és Soltész Márton
- Vágó: Kis Pál
- Gyártásvezető: Farkas Márta
- Szinkronrendező: Nikodém Gerda
- Produkciós vezető: Fodor Eszter

A szinkront a MAHIR Szinkron Kft. készítette el.

## A film készítése
A film forgatása 2022 májusában kezdődött Los Angelesben. Ross Butler eredetileg a Ryan Guzman által alakított szerepet játszotta volna.

## Bemutató
2024 márciusában bejelentették, hogy a Gravitas Ventures megszerezte a film forgalmazási jogait, amely 2024. június 14-én került a mozikba.